# Холодный Ключ (Алнашский район)
Холодный Ключ — деревня в Алнашском районе Удмуртии, входит в Азаматовское сельское поселение. Находится в 11 км к востоку от села Алнаши и в 82 км к юго-западу от Ижевска.
Население на 1 января 2008 года — 5 человек. В связи с общей убылью населения, планируется упразднение населённого пункта.
До 2004 года деревня Холодный Ключ имела статус выселка.

## История
На 15 июля 1929 года починок Холодный Ключ находился в Чемошур-Куюковском сельсовете Алнашского района, в том же году в СССР начинается сплошная коллективизация, в выселке образована сельхозартель (колхоз) «Первомай».
В 1950 году проводится укрупнение сельхозартелей, образован колхоз «Решительный», в состав которого отошёл выселок. Постановлением Президиума Верховного Совета УАССР от 4 октября 1950 года выселок Холодный Ключ перечислен в Азаматовский сельсовет.
Постановлением Госсовета УР от 26 октября 2004 года выселок Холодный Ключ Азаматовского сельсовета был преобразован в деревню Холодный Ключ. 16 ноября 2004 года Азаматовский сельсовет был преобразован в муниципальное образование «Азаматовское» и наделён статусом сельского поселения.